# Mike Pinera
Pour les articles homonymes, voir Piñera.
Carlos Michael Pinera, dit Mike Pinera, né le 29 septembre 1948 à Tampa (Floride) et mort le 20 novembre 2024, est un guitariste américain de hard rock, également chanteur, compositeur et producteur de disques.

## Carrière

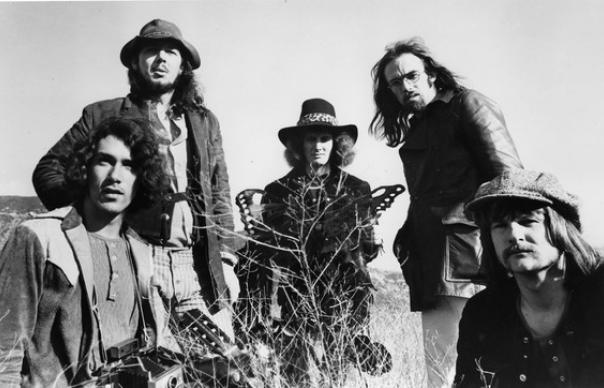
Mike Pinera (en bas, à gauche) et Iron Butterfly en 1971.

Mike Pinera fait ses débuts dans le groupe Blues Image, qui rencontre un franc succès avec le single Ride Captain Ride en 1970. Le groupe ne parvient pas à rééditer ce succès et se sépare quelque temps après. Pinera rejoint ensuite Iron Butterfly, où il officie à la guitare aux côtés de Larry Reinhardt pour remplacer Erik Braunn. Ce tandem de guitaristes n'apparaît que sur l'album Metamorphosis (1970). Iron Butterfly se sépare l'année suivante.
En 1971, Pinera coproduit avec Lee Dorman le premier album du groupe de rock sudiste Black Oak Arkansas. Pinera forme ensuite le groupe Ramatam avec le batteur Mitch Mitchell et la guitariste April Lawton. Un premier album sort en 1972, mais Ramatam éclate peu après. Lawton publie un second album sous le nom de Ramatam tandis que Pinera part fonder New Cactus Band, une nouvelle version du groupe Cactus qui, mal accueillie, ne sort qu'un album avant de disparaître.
En 1978, il publie un album solo chez Capricorn, avec la participation de Duane Hitchings, un des membres originaux de Cactus...
Album intitulé "Isla"  
Mike Pinera joue par la suite pour Alice Cooper de 1980 à 1983. Il a participé à diverses réunions d'Iron Butterfly et publié quelques albums en solo.

## Discographie

### Avec Blues Image
- 1969 : Blues Image
- 1970 : Open

### Avec Iron Butterfly
- 1970 : Metamorphosis

### Avec Ramatam
- 1972 : Ramatam

### Avec New Cactus Band
- 1973 : Son of Cactus

### Avec Alice Cooper
- 1981 : Special Forces
- 1982 : Zipper Catches Skin